# Bernd Greif
Bernd Greif (* 29. August 1943) ist ein deutscher Kommunalpolitiker (CDU).
Greif wurde nach der Wende 1990 Landrat des Landkreises Dippoldiswalde und 1994 des aus diesem hervorgegangenen Weißeritzkreises. Er blieb der erste und einzige Landrat dieses Kreises. Zur Landratswahl 2008 für den neuen Landkreis Sächsische Schweiz-Osterzgebirge trat Greif altersbedingt nicht mehr an, blieb aber im Kreistag aktiv.
Bernd Greif ist verheiratet und lebt in Altenberg, wo er auch Stadtrat ist. Des Weiteren ist Greif Aufsichtsratsvorsitzender der Betreibergesellschaft der Bobbahn Altenberg und Ehrenpräsident der Euroregion Elbe/Labe.